# Эссовские источники
Эссовские источники (ранее — Тюгеюенские, Уксичанские) — минеральные источники на полуострове Камчатка. Находятся на территории Быстринского района Камчатского края, на окраине посёлка Эссо.
Расположены вдоль правого берега небольшой реки Уксичан, впадающей в реку Быструю-Козыревскую, на протяжении 4 км до устья. Температура источников до 65 °C, дебит 7 л/с. Минерализация — 1,04 г/л. Состав воды сульфатно-кальциево-натриевый, в составе выделяемого газа доминирует азот.
Большая часть воды терм используется для отопления жилых домов посёлка и теплиц, а также в бальнеологических целях.